# Sant Pere de l'Abadia
Sant Pere de l'Abadia, o Sant Pere de Son, és una antiga església romànica del poble de Son, en el terme municipal d'Alt Àneu, a la comarca del Pallars Sobirà.
Està desafectada des d'antic; durant molts anys serví d'escola, residència dels mestres, ajuntament, rectoria (d'on el nom d'Abadia). Des del darrer terç del segle XX és una casa particular.
Era una església romànica d'una nau, amb absis; tot va quedar absorbit per la construcció posterior que la convertí en casa. Al mur de migdia hi ha una finestra romànica de doble vessant tapada. En aquesta façana de migdia s'obriren les finestres, balcó i porta de la casa parroquial, Abadia, que substituí l'església.
Tot el perímetre exterior correspon a l'església romànica, d'una nau única amb absis semicircular a llevant, com és característic en el romànic. Les formes constructives i el material emprat remeten a un temple del segle xii. Interiorment, ha estat del tot desvirtuada en ésser convertida en habitatge.